# Saint-Romain-de-Jalionas
Saint-Romain-de-Jalionas är en kommun i departementet Isère i regionen Auvergne-Rhône-Alpes i sydöstra Frankrike. Kommunen ligger i kantonen Crémieu som tillhör arrondissementet La Tour-du-Pin. År 2022 hade Saint-Romain-de-Jalionas 3 405 invånare.

## Befolkningsutveckling
Antalet invånare i kommunen Saint-Romain-de-Jalionas
Referens:INSEE